# Torneio do Povo 1973
In 1973 werd de derde en laatste editie van het Torneio do Povo gespeeld voor voetbalclubs met de meeste aanhang uit de staten Guanabara, São Paulo, Rio Grande do Sul, Minas Gerais, Bahia en Paraná. De competitie werd gespeeld van 21 januari tot 14 maart. Coritiba werd de tornooiwinnaar. 

## Eerste ronde
De top drie en Flamengo kwalificeerden zich voor de tweede ronde, Flamengo kreeg als titelverdediger automatisch ticket voor de tweede ronde. 
| Datum             | Team #1       | Uitslag | Team #2       |
| ----------------- | ------------- | ------- | ------------- |
| 21 januari, 1973  | Atlético-MG   | 1-2     | Coritiba      |
| 23 januari, 1973  | Bahia         | 1-0     | Internacional |
| 24 januari, 1973  | Corinthians   | 0-0     | Flamengo      |
| 27 januari, 1973  | Bahia         | 1-0     | Coritiba      |
| 28 januari, 1973  | Atlético-MG   | 2-3     | Flamengo      |
| 31 januari, 1973  | Bahia         | 1-4     | Atlético-MG   |
| 31 januari, 1973  | Coritiba      | 2-0     | Flamengo      |
| 31 januari, 1973  | Corinthians   | 1-0     | Internacional |
| 4 februari, 1973  | Atlético-MG   | 0-3     | Internacional |
| 7 februari, 1973  | Coritiba      | 0-0     | Corinthians   |
| 7 februari, 1973  | Bahia         | 1-1     | Flamengo      |
| 12 februari, 1973 | Internacional | 1-0     | Flamengo      |
| 13 februari, 1973 | Bahia         | 1-0     | Corinthians   |
| 15 februari, 1973 | Internacional | 1-1     | Coritiba      |
| 16 februari, 1973 | Corinthians   | 1-0     | Atlético-MG   |

| Plaats | Club             | Wed. | W | G | V | Saldo | Ptn. |
| ------ | ---------------- | ---- | - | - | - | ----- | ---- |
| 1.     | Bahia            | 5    | 3 | 1 | 1 | 5:5   | 7    |
| 2.     | Coritiba         | 5    | 2 | 2 | 1 | 5:3   | 6    |
| 3.     | Corinthians      | 5    | 2 | 2 | 1 | 2:1   | 6    |
| 4.     | Internacional    | 5    | 2 | 1 | 2 | 5:3   | 5    |
| 5.     | Flamengo         | 5    | 1 | 2 | 2 | 4:6   | 4    |
| 6.     | Atlético Mineiro | 5    | 1 | 0 | 4 | 7:10  | 2    |

|  | Geplaatst voor tweede ronde |

## Tweede ronde
| Datum             | Team #1     | Uitslag | Team #2     |
| ----------------- | ----------- | ------- | ----------- |
| 21 februari, 1973 | Coritiba    | 1-0     | Corinthians |
| 21 februari, 1973 | Bahia       | 1-1     | Flamengo    |
| 25 februari, 1973 | Flamengo    | 0-1     | Coritiba    |
| 27 februari, 1973 | Corinthians | 0-0     | Bahia       |
| 14 maart, 1973    | Bahia       | 2-2     | Coritiba    |

| Plaats | Club        | Wed. | W | G | V | Saldo | Ptn. |
| ------ | ----------- | ---- | - | - | - | ----- | ---- |
| 1.     | Coritiba    | 3    | 2 | 1 | 0 | 4:2   | 7    |
| 2.     | Bahia       | 3    | 0 | 3 | 0 | 3:3   | 3    |
| 3.     | Flamengo    | 2    | 0 | 1 | 1 | 1:2   | 1    |
| 4.     | Corinthians | 2    | 0 | 1 | 1 | 0:1   | 1    |

|  | Winnaar |

### Winnaar
| Torneio do Povo 1973         |
| Paraná                       |
| ---------------------------- |
| CORITIBA Kampioen (1° titel) |